# 村上文敏
村上 文敏（むらかみ ふみとし、1962年11月27日 - ）は、山口県岩国市出身の元アマチュア野球選手（内野手）、野球指導者。
元グラビアアイドルの村上友梨は娘。

## 来歴・人物
岩国商では1番・遊撃手として2年秋に県大会優勝で中国大会へ進むと、倉吉北高との初戦は9回日没引分けとなって再試合では延長18回の末に惜敗し選抜出場は逃した。3年夏の甲子園には出場したが初戦で美濃加茂高に敗退。駒澤大学に入学し、広瀬哲朗の後を受けて遊撃手として1学年上の白井一幸と二遊間を組むと4年では主将も務め、春はベストナインで1984年の第13回日米大学野球選手権の日本代表に選ばれた。4年秋の明治神宮大会では同期の河野博文、横田真之らのメンバーで優勝。
大学卒業後に、社会人野球の日本鋼管福山・NKKのチームでプレーし、1994年の都市対抗野球で10年連続出場選手に選ばれた。翌1995年の都市対抗野球では主将で1番・一塁手として準優勝に貢献。
1996年からNKKの監督に就任し、チーム統合で2003年に発足したJFE西日本でも監督を務め、翌年の社会人野球選手権でチームを優勝に導いた。星野順治や大学後輩となる稲田直人、田中敬人らをプロへ送り出した。
2019年から城西大学の監督を務めている。